# Hypodryas iduna
Hypodryas iduna är en fjärilsart som beskrevs av Johan Wilhelm Dalman 1816. Hypodryas iduna ingår i släktet Hypodryas och familjen praktfjärilar. Inga underarter finns listade i Catalogue of Life.